# ディア・プルーデンス
「ディア・プルーデンス」（Dear Prudence）は、ビートルズの楽曲である。1968年に発売された9作目のイギリス盤公式オリジナル・アルバム『ザ・ビートルズ』に収録された。レノン＝マッカートニー名義となっているが、実質的にはジョン・レノンによって書かれた楽曲で、1968年初頭にインドのリシケーシュに滞在していた時期に書かれた。歌詞はマハリシ・マヘーシュ・ヨーギーのもとで共に講義を受けていたプルーデンス・ファローに触発されて書かれたもので、部屋に籠もって瞑想に集中しているファローに対し、「外に出て来て一緒に遊ぼう」と呼びかけるという内容になっている。
レノンは、同じくインドに滞在していたドノヴァンから教わった3フィンガー・ピッキングを楽曲中で使用している。歌詞の中では自然の美しさを称えるフレーズも含まれている。本作のレコ―ディングは、1968年8月下旬にトライデント・スタジオで行われたが、「バック・イン・ザ・U.S.S.R.」のセッション中にポール・マッカートニーがリンゴ・スターのドラムに対して細かく注文したことにより、スターが一時的に脱退したため、演奏に参加したのは残った3人のみとなっている。最後のセッションでは、マル・エヴァンズ、ジャッキー・ロマックス、ジョン・マッカートニーも参加した。
「ディア・プルーデンス」は、音楽評論家より肯定的な評価を得ており、スージー・アンド・ザ・バンシーズをはじめとした多数のアーティストによってカバー・バージョンが発表された。なお、本作はレノンのお気に入りの楽曲の1つとなっている。

## 背景

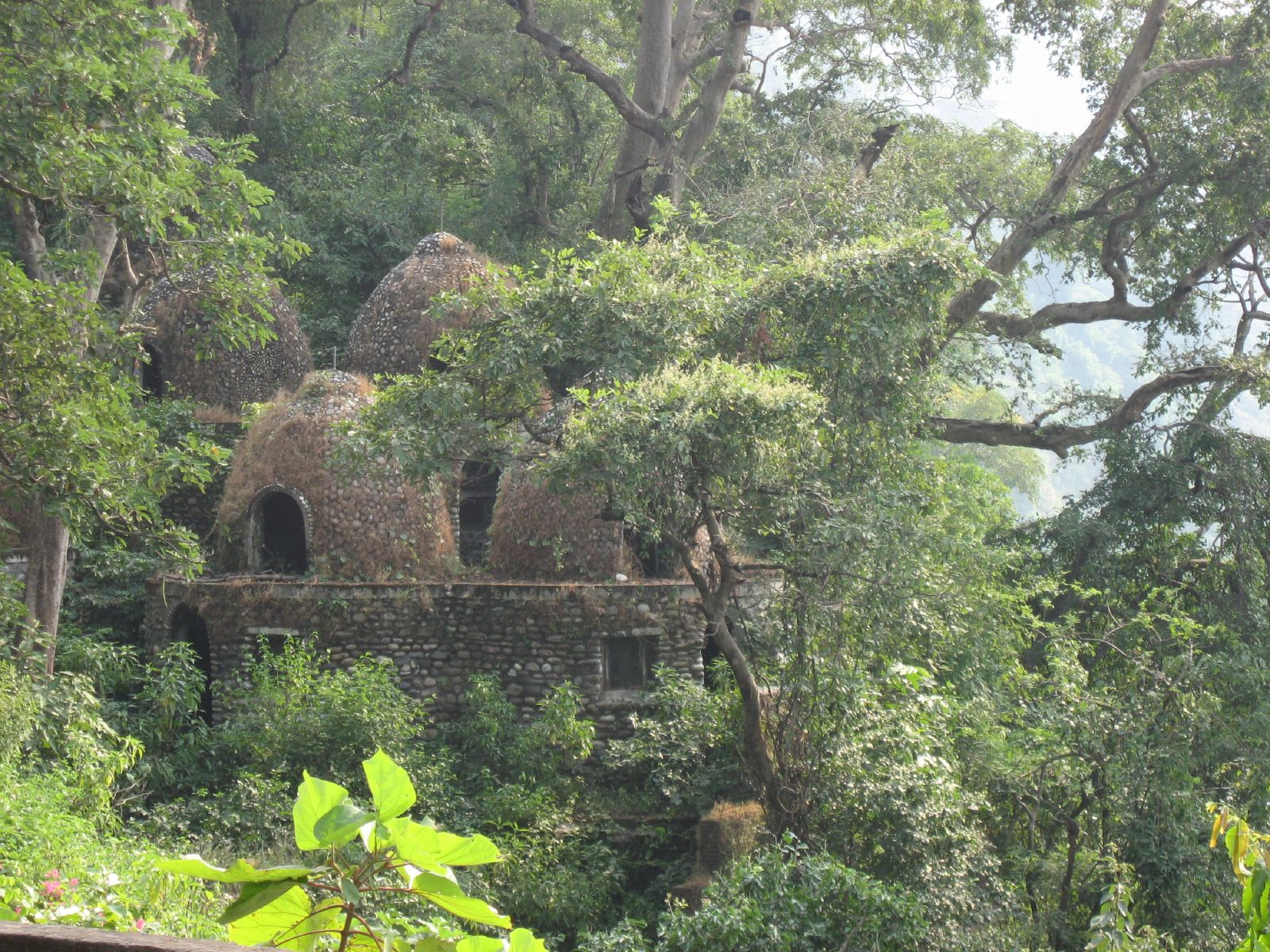
プルーデンス・ファローが篭ったインド・リシケーシュに残るマハリシ・マヘーシュ・ヨーギーの瞑想室

本作のモチーフとなったのは、女優のミア・ファローの妹であるプルーデンス・ファロー。ファローは、ビートルズとともにリシケーシュに滞在し、マハリシ・マヘーシュ・ヨーギーの講義を受けていた。リシケーシュに滞在していた期間、ファローは瞑想について非常に真剣になっており、何日も自室に籠もって瞑想し続けていた。この事態を重く見たマハリシは、ジョン・レノンとジョージ・ハリスンに対して、ファローを外に連れ出すように伝えた。
ファローに対して外に出るように呼びかける中で、レノンは「ディア・プルーデンス」を書いた。歌詞の中で、レノンはファローに対して「Open your eyes（目を開けてごらん）」「see the sunny skies（晴れわたった空をごらん）」と呼びかけ、自然の美しさを歌う中で彼女自身も「美しいもの」の一つであると歌っている。1980年の『プレイボーイ』誌のインタビューで、レノンは本作について「ミア・ファローの妹についての歌。彼女は瞑想に耽っていて、滞在先のバンガローから出てこなかった。マハリシは、僕とジョージに彼女を外に連れ出すように言った。なにしろ3週間も籠もりきりだったのだから。彼女は誰よりも先に神様を見つけようとしていた。マハリシの合宿所では、誰が最初に宇宙的な体験ができるのかで競い合っていたんだ」と語っている。
ファローは、回想記『Dear Prudence: The Story Behind the Song』にて「講義や食事が済んだら、すぐに自分の部屋に直行して瞑想を始めていたので、きっと目立っていたんだと思う」「ジョンやジョージが他の人達と、ドアの外のベランダでジャム・セッションをしていた。しかし、私は合宿場で瞑想の効果を最大限に得ることにしか興味がなく、正直に言ってビートルズが近くにいても居なくても、私には関係のないことだった」と振り返っている。

## 曲の構成
レノンは、インド滞在中にドノヴァンより教わった3フィンガー・ピッキングを使用している。マッカートニーは「ドノヴァンが教えてくれたのは、フォークのピッキング・スタイルだけど、バンドの中でこれをちゃんと弾けたのはジョンだけだった。僕は自分流にやっていた」と振り返っている。
曲のキーはDメジャーに設定され、E弦からD弦に下げて弾く技法が使用された。また、同じくレノン作の「ルーシー・イン・ザ・スカイ・ウィズ・ダイアモンズ」に似た、半音階のベースラインも本作の特徴となっている。曲はギターのアルペジオによる静かなセクションから始まり、1番目の「The sun is up…」のフレーズからリズムセクションが加わり、ロックサウンドへと変化する。
歌詞の中では、「The sun is up, the sky is blue, it's beautiful, and so are you（陽は昇り、空は青い、とっても素敵な天気だし、君も素敵だ）」をはじめとした自然の美しさを称賛するフレーズが含まれている。作家のマーク・ハーツガードは、1965年に発表したレノン作の「ひとりぼっちのあいつ」の初期段階のアイデアを発展させたものとしている。

## レコーディング

### イーシャー・デモ
「ディア・プルーデンス」は、1968年5月にアルバム『ザ・ビートルズ』のレコーディングに向けてデモ音源が制作された27曲のうちの1つだった。イーシャーにあるハリスンの自宅で、レノンはアコースティック・ギターでの弾き語りデモ音源をレコーディングした。デモ音源の最後には、「彼女の周りの人間は、みなこの娘のことを心配していた。彼女がおかしくなりそうだったから。そこで僕らは彼女に歌いかけた」というレノンの語りが入っている。
このイーシャー・デモは、2018年に発売された『ザ・ビートルズ (ホワイト・アルバム) 〈スーパー・デラックス・エディション〉』のCD3に収録された。

### スタジオでのレコーディング
「ディア・プルーデンス」のレコーディングは、1968年8月28日から30日にかけて行われた。レコーディングは8トラック・レコーダーを使用するために、トライデント・スタジオで行われた。当時ビートルズのメンバーの間では不和が生じており、8月22日に行われた「バック・イン・ザ・U.S.S.R.」のセッションで、マッカートニーにドラムの演奏について注文を付けられたスターがスタジオを飛び出し、一時的に脱退することとなったため、本作におけるドラムはマッカートニーが代わりに演奏している。レコーディングでは、レノンが購入したギター・アンプ（フェンダー・ツインリヴァーブ）とハリスンが購入したフェンダー・テレキャスターが使用された。
8月28日にベーシック・トラックが作成され、トラック6にマッカートニーのドラム、トラック7にハリスンの音を歪ませたギター、トラック8にレノンのフィンガー・ピッキングによるエレクトリック・ギター（リズムギター）が録音された。
8月29日と30日にトラック1からトラック5に対してオーバー・ダビングが行われた。トラック3にレノンのボーカル、トラック4にマッカートニーのピアノとフリューゲルホルン、ハリスンの追加のギターのパートが録音され、マッカートニーのベースとレノンのタンバリンがトラック5でミックスされた。トラック1とトラック2にマル・エヴァンズ、アップル所属のアーティストであるジャッキー・ロマックスのほか、マッカートニーのいとこであるジョン・マッカートニーによるバッキング・ボーカルとハンドクラップが録音された。
10月13日にモノラル・ミックスとステレオ・ミックスが作成された。

## リリース・評価
「ディア・プルーデンス」は、1968年11月22日にアップル・レコードより発売されたオリジナル・アルバム『ザ・ビートルズ』のA面2曲目に収録された。アルバムでは、前曲「バック・イン・ザ・U.S.S.R.」の最後のジェット機の着陸音とクロス・フェードするように編集されている。ただし、2023年11月10日に発売されたコンピレーション・アルバム『ザ・ビートルズ1967年〜1970年』のスペシャル・エディションでは、クロス・フェードしないバージョンが収録されている。
ティム・ライリーは「自然について歌われた重要なビートルズの曲」とし、バンドのアンサンブルを称賛した。ジュリアン・レノンは、父ジョンが書いた楽曲の中でお気に入りの楽曲としており、レノン自身もビートルズ時代に書いた楽曲でお気に入りの1つとして挙げている。1987年にレノンによる手書きの歌詞がオークションにて19,500ドルで落札された。ビートルズのパロディバンドであるラトルズは、1978年にアメリカで放送されたテレビ映画『オール・ユー・ニード・イズ・キャッシュ』で、本作のパロディ曲「Let's Be Natural」を披露している。2006年に『モジョ』誌が発表した「The 101 Greatest Beatles Songs」では第44位、2010年に『ローリング・ストーン』誌が発表した「100 Greatest Beatles Songs」では第63位を記録した。
2006年にシルク・ドゥ・ソレイユのショーのサウンドトラック・アルバムとして発売された『LOVE』には、本作のエンディング部分が「カム・トゥゲザー」とコラージュされた形で収録された。

## クレジット
※出典
ビートルズ
- ジョン・レノン - ダブルトラックのリード・ボーカル、バッキング・ボーカル、エレクトリック・ギター（リズムギター）、タンバリン
- ポール・マッカートニー - バッキング・ボーカル、ベース、ピアノ、ドラム、フリューゲルホルン、ハンドクラップ
- ジョージ・ハリスン - バッキング・ボーカル、リードギター、ハンドクラップ

外部ミュージシャン
- マル・エヴァンズ、ジャッキー・ロマックス、ジョン・マッカートニー - バッキング・ボーカル、ハンドクラップ

## カバー・バージョン

### スージー・アンド・ザ・バンシーズによるカバー
スージー・アンド・ザ・バンシーズによるカバー・バージョンが、1983年9月23日にポリドール・レコードよりシングル盤として発売された。アメリカではゲフィン・レコードより1作目のシングルとして発売された。
カバー・バージョンのレコーディング当時、ギタリストのジョン・マッギオークがアルコール依存症により脱退していたため、ザ・キュアーのロバート・スミスが代役を務めた。
スージー・アンド・ザ・バンシーズは、1978年に発売されたアルバム『悲鳴』で「ヘルター・スケルター」をカバーした。その後、北欧ツアーの期間中にスージー・スーがビートルズの別の楽曲もカバーすることを提案。ドラマーのバッジーによると、ロバート・スミスを除く全員がアルバム『ザ・ビートルズ』を好んでおり、その中でスミスも知っている本作がカバーされることになったとのこと。レコーディングには、スミスの妹であるジャネット・スミスがチェンバロで参加している。
スージー・アンド・ザ・バンシーズのカバー・バージョンは、全英シングルチャートで最高位3位を記録した。シングルのヒットにより、バンドはクリスマスに放送された『トップ・オブ・ザ・ポップス』に出演し、本作を演奏した。番組への出演について、スーは「友達が仕立ててくれた新しい革のドレスを着てストライプのタイツを履いていた以外は、あまり覚えていない」と語っている。

### その他のアーティストによるカバー
- ガボール・ザボ - 1969年に発売されたアルバム『Gabor Szabo 1969』に収録[48]。
- ケニー・ランキン - 1970年に発売されたアルバム『Family』に収録[49]。
- ザ・ファイヴ・ステアステップス（英語版） - 1970年に発売されたシングル盤『ウー・チャイルド』のB面に収録。当初は「ディア・プルーデンス」がA面であった。Billboard Hot 100で最高位8位を記録した[50]。
- レスリー・ウェスト - 1976年に発売されたアルバム『The Leslie West Band』に収録[51]。
- サム・ベネット - 1992年に発売されたオムニバス盤『Live at the Knitting Factory: Downtown Does the Beatles』に収録[52]。
- フィッシュ - 1994年10月31日にニューヨークで開催されたアルバム『ザ・ビートルズ』に収録の全曲をカバーするライブで演奏。このライブでの演奏は、2002年に発売された4枚組のライブ・アルバム『LIVE PHISH 13　10.31.94』で音源化された[53]。
- アラニス・モリセット - 2001年に開催されたトリビュート・ライブ『Come Together: A Night for John Lennon's Words and Music』で演奏[54]。
- ブラッド・メルドー - 2002年のアルバム『ラーゴ』に収録[55]。